# Liste des sites Ramsar au Belize
Cet article recense les zones humides du Belize concernées par la convention de Ramsar.

## Statistiques
La convention de Ramsar est entrée en vigueur au Belize le 22 août 1998.
En janvier 2020, le pays compte 2 sites Ramsar, couvrant une superficie de 235,92 km2.

## Liste
| Site                                        | District | Notes | Date            | Superficie (km²) | Altitude (m) | Identifiant Ramsar | Identifiant WDPA | Coordonnées                         | Photo |
| ------------------------------------------- | -------- | ----- | --------------- | ---------------- | ------------ | ------------------ | ---------------- | ----------------------------------- | ----- |
| Sanctuaire de vie sauvage Crooked Tree (en) | Belize   |       | 22 avril 1998   | 66,37            | 3 - 15       | 946                | 555623708        | 17° 43′ 59″ nord, 88° 28′ 59″ ouest |       |
| Parc national Sarstoon-Temash (en)          | Toledo   |       | 19 octobre 2005 | 169,55           | 0 - 39       | 1562               | 902744           | 15° 58′ 01″ nord, 89° 00′ 00″ ouest |       |